# Draba sakuraii
Draba sakuraii là một loài thực vật có hoa trong họ Cải. Loài này được Makino mô tả khoa học đầu tiên năm 1903.